# Jonathan Urretaviscaya
Artikeln följer den spanska namnseden; faderns efternamn är Urretaviscaya och moderns efternamn da Luz.
Jonathan Matías Urretaviscaya da Luz, född 19 mars 1990 i Montevideo, är en uruguayansk fotbollsspelare Urretaviscaya var en del av Uruguays trupp vid de Olympiska sommarspelen 2012 i London, då han spelade två matcher som avbytare (inbytt i den 81:a minuten mot Förenade Arabemiraten, samt inbytt i den 72:a minuten mot Senegal).
Han spelade sin första match för seniorlaget den 28 mars 2017 mot Peru i kvalspelet till VM 2018; han blev inbytt i den andra halvleken och fick två gula kort efter 11 minuter. Den 2 juni 2018 blev han kallad till Uruguays 23-mannatrupp till VM 2018 i Ryssland.